# دفاعيات افتراضية
في اللاهوت المسيحي، الدفاعيات الافتراضية هي مدرسة من مدارس اللاهوت الدفاعي (المعروفة أيضاً باسم التبريريات) الذي يهدف إلى تقديم أساس عقلاني للإيمان المسيحي والدفاع عنه ضد اعتراضات من خلال فضح العيوب الظاهرة في نظرات عالمية أخرى فيما يفترض الكتاب المقدس وحيًا إلهيًا.
وحسب تعاليمها، من المستحيل إدراك أي خبرة بدون افتراضات، ولا يوجد أي افتراضات حيادية يمكن أن يتم التحاجج منها مع غير المسيحي. وبعبارة أخرى، يقول مؤيدو الدفاعيات الافتراضية أن المسيحي لا يستطيع بشكل متسق أن يعترف بإيمانه بالوجود الضروري لإله الكتاب المقدس ويعترف في آن واحد وعلى أساس افتراضات أخرى بإمكانية عدم وجود الله وعدم صحة وحي الكتاب.
الدفاعيات الافتراضية هي الموقف السائد في الكنائس المصلحة والكالفينية. ويوجد مذهبان من الدفاعيات الافتراضية، بناء على التعليمات المختلفة بين كورنليوس فان تيل وجوردن هادون كلارك. وتختلف الدفاعيات الافتراضية عما يسمى بالاعتذاريات الدليلية أو الكلاسيكية.
يقارن علماء الدفاعيات الافتراضية افتراضهم بمعايير نهائية أخرى مثل العقلانية، والخبرة الامبريقية، والشعور الذاتية. وفي هذا النطاق، يعرف الافتراض بأنه:

معتقد له أسبقية على معتقد آخر وبمثابة المعيار له. والافتراض النهائي هو معتقد ليست عليه أسبقية أي معتقد آخر. وبالنسبة للمسيحي، يجب أن تكون محتويات الكتاب المقدس بمثابة الافتراض النهائي... هذه العقيدة ليست سوى نتيجة سيادة الله على مجال فكر الإنسان. فتطبق عقيدة عصمة الكتاب المقدس على مجال المعرفة.